# I Zarząd Główny KGB
I Zarząd Główny KGB, Pierwszy Zarząd Główny Komitetu Bezpieczeństwa Państwowego (ros. Первое главное управление Комитета государственной безопасности, ПГУ; trb. Pierwoje gławnoje uprawlienie Komitieta gosudarstwiennoj biezopasnosti, PGU) – struktura  służb specjalnych ZSRR odpowiedzialna za cywilny wywiad zagraniczny.

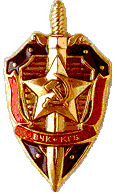
Symbol KGB

## Historia radzieckiego wywiadu zagranicznego
Patrz: Wywiad zagraniczny Związku Socjalistycznych Republik Radzieckich
Przed utworzeniem KGB wywiadem zagranicznym zajmował się w ZSRR Drugi Zarząd Główny Ministerstwa Spraw Wewnętrznych. Po rozwiązaniu Komitetu powstała samodzielna instytucja Centralna Służba Wywiadu, przekształcona w działającą do dziś Służbę Wywiadu Zagranicznego Federacji Rosyjskiej (SWR)
W 1954 roku w ZSRR dokonano reorganizacji organów bezpieczeństwa i wywiadu. Reorganizacja z marca 1954 roku była dokładnym powtórzeniem zmian w radzieckim systemie bezpieczeństwa z 1946 roku, kiedy zostało utworzone Ministerstwo Bezpieczeństwa Państwowego ZSRR (MGB) i Ministerstwo Spraw Wewnętrznych ZSRR (MWD). W marcu 1954 roku z MWD zostały wydzielone dwa największe piony tej instytucji, m.in. pion policji politycznej reprezentowany przez I Zarząd Główny MWD oraz pion wywiadu zagranicznego, którym się zajmował II Zarząd Główny MWD. W wyniku tej zmiany powstał oddzielny Komitet Bezpieczeństwa Państwowego (KGB). Jednym z dziewięciu Zarządów Głównych KGB był Pierwszy Zarząd Główny, Pierwoje Gławnoje Uprawlenie – PGU, zajmujący się wywiadem zagranicznym.

### Szefowie PZG
Pierwszym szefem PZG został w marcu 1954 były szef II Zarządu Głównego MWD, generał major Aleksandr Paniuszkin. Podczas sprawowania swojej funkcji Paniuszkin zajmował się m.in. tzw. mokrą robotą, na przykład osobiście nadzorował szkolenie zawodowego zabójcy KGB, Nikołaja Chochłowa, który był przygotowywany do zamordowania Gieorgija Okołowicza, jednego z liderów organizacji NTS na terenie Niemiec Zachodnich. Osobiście nadzorował także szkolenie innego zawodowego zabójcy, Bohdana Stiszynskiego, który dokonał zabójstwa Lwa Rebeta.
Paniuszkin odszedł ze stanowiska szefa PZG 23 czerwca 1955, na jego miejsce przyszedł generał major (od 23 lutego 1961 generał porucznik) Aleksandr Sacharowski, który stał na czele PZG przez następne 15 lat, do 15 lipca 1971. Zastąpił go wtedy generał porucznik Fiodor Mortin, który zarządzał wywiadem radzieckim zaledwie przez 2 lata, do 13 listopada 1974. Na jego miejsce przyszedł generał porucznik (od 16 grudnia 1982 genera`l pułkownik, od 27 stycznia 1988 generał armii) Władimir Kriuczkow, były szef sekretariatu ówczesnego przewodniczącego KGB, Jurija Andropowa. Kriuczkow przez następne 14 lat stał na czele PZG, w 1988 roku zastąpił na stanowisku przewodniczącego KGB generała armii, Wiktora Czebrikowa. Na miejsce szefa PZG 6 lutego 1989 przyszedł generał major (od 16 sierpnia 1989 generał porucznik) Leonid Szebraszyn. Pełnił służbę na tym stanowisku do 21 września 1991, w 1991 roku – został na krótko pełniącym obowiązki przewodniczącego KGB. Od 30 września do 6 listopada 1991 szefem I Zarządu był Jewgienij Primakow. 

## Struktura Pierwszego Zarządu Głównego
- Szef
- Zastępcy
- Sekretariat
- Komitet partyjny
- Instytut wywiadowczy
  - Administracja
  - Biblioteka operacyjna
  - Sekcja poczty dyplomatycznej
  - Personel
  - Kurierzy
  - Finanse
  - Pomocnicze jednostki administracyjne i operacyjne

### Wydziały (bezpośrednio po powstaniu I Głównego Zarządu)
- Wydział 1 – USA, Kanada, Ameryka Łacińska
- Wydział 2 – Europa Zachodnia
- Wydział 3 – Niemcy Zachodnie, Austria
- Wydział 4 – Wschód
- Wydział 5 – kontrwywiad zagraniczny, emigracja
- Wydział 6 – wywiad naukowo-techniczny
- Wydział 7 – łączność z organami bezpieczeństwa państw socjalistycznych
- Wydział 8 – wywiad nielegalny
- Wydział 9 – wykorzystywanie ministerstw i instytucji ZSRR do celów wywiadowczych
- Wydział 10 – informacyjny
- Wydział 11 – dywersyjny[1]

### Struktura w 1991
- Sekretariat
- Grupa konsultantów przy szefie I Głównego Zarządu
- Zarząd R – planowanie operacyjne i analizy
- Zarząd RI - informacyjno-analityczny
- Zarząd K – kontrwywiad zagraniczny
- Zarząd S – wywiad nielegalny (agenci – tzw. nielegały)
- Zarząd OT – technika operacyjna
- Zarząd I – komputerowy
- Zarząd T – wywiad naukowo-techniczny
- Zarząd RT – wywiad z terytorium ZSRR
- Służba A – działania aktywne
- Służba R – łączność radiowa
- Wydział 1 – USA, Kanada
- Wydział 2 – Ameryka Łacińska
- Wydział 3 – Wielka Brytania, Skandynawia
- Wydział 4 – RFN, Austria
- Wydział 5 – Europa
- Wydział 6 – Chiny, Wietnam, Laos, Kambodża, Korea Południowa
- Wydział 7 – Tajlandia, Indonezja, Japonia, Malezja, Singapur Filipiny
- Wydział 8 – Środkowy Wschód
- Wydział 9 – Afryka (anglojęzyczna)
- Wydział 10 – Afryka (francuskojęzyczna)
- Wydział 11 – Łączność z organami bezpieczeństwa państw socjalistycznych
- Wydział 12 – Wywiad ekonomiczny
- Wydział 15 – Rejestracja i archiwa
- Wydział 16 – wywiad radioelektroniczny
- Wydział 17 - Indie, Sri Lanka, Pakistan, Nepal, Bangladesz, Birma
- Wydział 18 - Bliski Wschód
- Wydział 19 - Emigracja
- Wydział 20 – łączność z krajami rozwijającymi się
- Specjalny Zarząd Eksploatacyjno-Techniczny
- Zarząd kadr
- Jednostka finansowa
- Grupa mobilizacyjna
- Instytut im. Andropowa
- Naukowo-badawczy Instytut Problemów Wywiadowczych[1]

## Rozwiązanie KGB
W sierpniu 1991 roku na stanowisku przewodniczącego KGB stanął Władimir Bakatin. W grudniu 1991 w wyniku przeprowadzanych przez niego reform na bazie I Zarządu Głównego KGB powstała Centralna Służba Wywiadowcza, którą następnie przemianowano na Służbę Wywiadu Zagranicznego Federacji Rosyjskiej.